# Muniče (jezična porodica)
Munichean.- jezična porodica američkih Indijanaca iz peruanskog departmana Loreto, koja je obuhvaćala jezike Indijanaca Muniche i Otanabe (koji predstavljaju njihov ogranak, i posebno se nabrajaju). Danas nešto preživjelih u selu Muniches na rijeci Paranapura. Jezik ili jezici (otanabe se smatra identičnim, poistovjećuju ga), ili je njegov dijalekt, nesrodan je sa svim poznatim jezicima. Muniche su jezično asimilirani od Chayahuita i Quechua Indijanaca. Godine 1975. imali su tek 6 do 10 govornika, a 1988. svega 3. 
Rivet i Loukotka su je vodili kao jednu od 108 njima poznatih porodica južnoameričkih indijanskih jezika. 

## Vanjske poveznice
- Muniche  Arhivirana inačica izvorne stranice od 25. studenoga 2012. (Wayback Machine)